# Strongylophthalmyia ustulata
Strongylophthalmyia ustulata – gatunek muchówki z podrzędu krótkoczułkich i rodziny Strongylophthalmyiidae.
Muchówka o ciele długości od 4,6 do 5,2 mm i skrzydle długości od 3,7 do 4,1 mm. Głowa ma czarne: tył czoła, potylicę i trójkąt oczny oraz żółte: resztę czoła, policzki i twarz. Szczecinki na głowie samca są białe lub żółte, zaś u samicy czarne. Na jej chetotaksję składają się m.in.: dwie pary szczecinek orbitalnych, para długich przyoczkowych, dwie pary szczecinki ciemieniowe oraz rozbieżne szczecinki zaciemieniowe. Długie i smukłe głaszczki mają brązowe ubarwienie. Czułki mają długo owłosioną aristę; u samca są żółte, a u samicy jasnobrązowe. Śródplecze jest czarne. Szczecinki śródplecowe i tarczkowe są jasne u samca, a ciemne do czarnych u samicy. Odnóża są żółte z ciemną przepaską wierzchołkową na tylnych udach, a u samicy jeszcze z przyciemnionymi goleniami tylnej pary. Na skrzydle widnieje niewyraźna plama wierzchołkowa. Przezmianki są żółte. Ciemnobrązowy do czarnego odwłok porastają długie, białawe włoski. Samca cechuje rozszerzony u wierzchołka edeagus.
Owad ten zasiedla naturalne lasy z dużą ilością martwego drewna. Preferuje wilgotne, liściaste i mieszane lasy z osiką, zwłaszcza rosnące nad ciekami wodnymi w rejonach podgórskich i górskich. Na nizinach wybiera chłodniejsze stanowiska np. zacienione przez gęste piętro koron czy strome stoki dolin. Larwy przechodzą rozwój pod korą butwiejących kłód osiki. W Europie Środkowej owady dorosłe spotyka się od połowy czerwca do drugiej połowy sierpnia. Osobniki dorosłe często przysiadują na większych liściach roślin runa leśnego.
Gatunek o rozsiedleniu transpalearktycznym, rozprzestrzeniony w strefie umiarkowanej Eurazji. W Europie podawany był z Andory, Austrii, Czech, Estonii, Finlandii, Łotwy, Niemiec, Norwegii, Polski, Rosji, Rumunii, Słowacji, Szwecji, Szwajcarii, Ukrainy, Węgier i, Wielkiej Brytanii. W Azji znany z rosyjskich: Buriacji i obwodu amurskiego, Korei Północnej i Japonii. W Polsce gatunek ten wykazano dotychczas z Pomorza, Sudetów Wschodnich, Babiej Góry, okolic Krakowa, Pienin i Bieszczadów.